# Cristina Trivulzio Belgiojoso

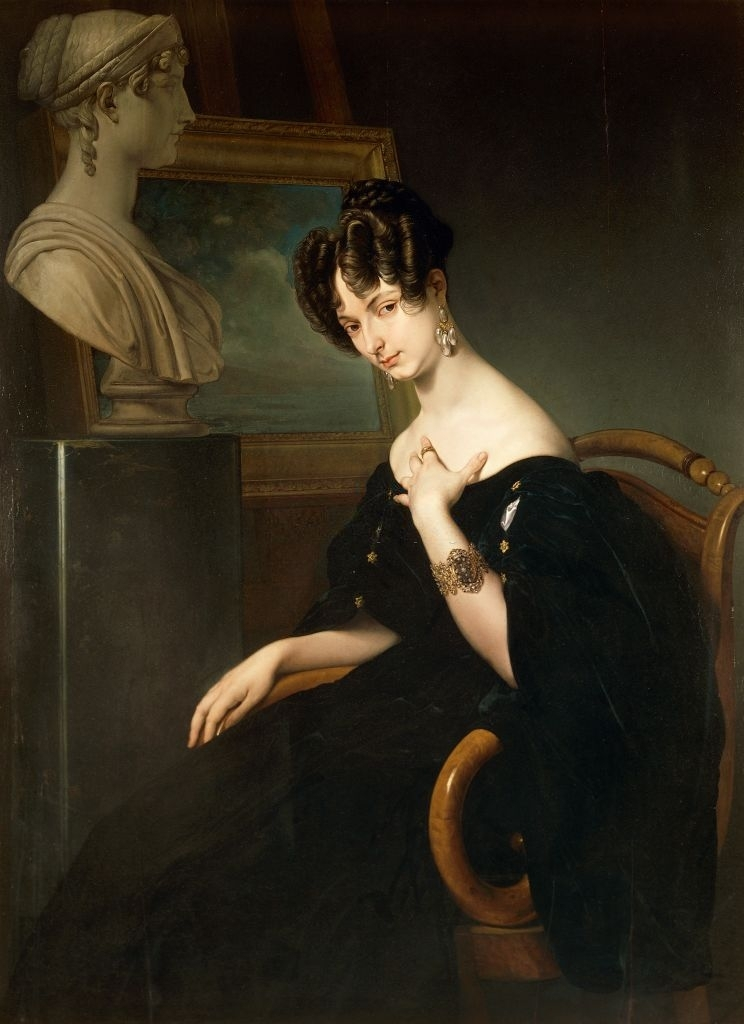
Porträt von Francesco Hayez (1832)

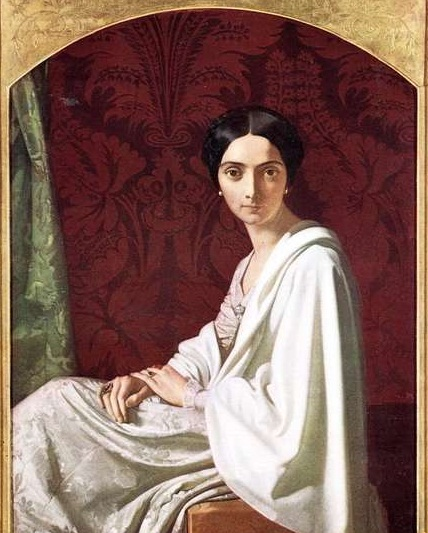
Porträt von Henri Lehmann (1843)

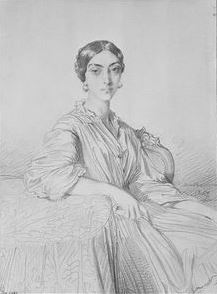
Porträt von Théodore Chassériau (Petit Palais, musée des Beaux-arts de la Ville de Paris)

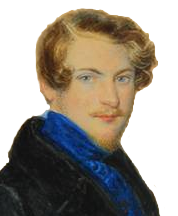
Ehemann Emilio Barbiano di Belgiojoso

Cristina Trivulzio Belgiojoso (* 28. Juli 1808 in Mailand; † 5. Juli 1871 in Locate) war eine italienische Freiheitskämpferin, Historikerin und Journalistin.

## Leben
Cristina Trivulzio war Tochter von Gerolamo Trivulzio (1778–1812) und Vittoria dei Marchesi Gherardini (1790–1836). Mit 16 Jahren heiratete sie am 24. September 1824 in der Mailänder Kirche San Fedele den Prinzen Emilio Barbiano di Belgiojoso.
Sowohl die eigene Familie als auch die ihres Mannes gehörten den norditalienischen Rebellenkreisen an, die das Land von der österreichisch-habsburgischen Fremdherrschaft befreien wollten. Auch Cristina Trivulzio Belgiojoso begeisterte sich für diese Ideen. Nach vier Jahren verließ sie ihren Mann und widmete sich ganz der Freiheitsbewegung, dem Risorgimento. Trivulzio Belgiojoso verfasste Pamphlete des Widerstandes und war als Botin und Passfälscherin aktiv. Vor der Verfolgung durch die Leute des österreichischen Staatskanzlers Metternich floh sie unter abenteuerlichen Umständen nach Marseille, wo sie von der Gemeinde der italienischen Emigranten aufgenommen wurde.
1831 zog sie von dort weiter nach Paris. Ihr dortiger literarisch-politischer Salon in der Rue d’Anjou wurde zum Anziehungspunkt für Exil-Italiener. Dort lernte sie unter anderen Lafayette und im März 1833 Heinrich Heine kennen. 
Unter den italienischen Exilanten gab es oft Richtungsstreitigkeiten über die politische Zukunft Italiens. So war des Marcheses Giuseppe Arconati Visconti Ehefrau Costanza (1800–1871) eine erbitterte Rivalin von Cristina Trivulzio Belgiojoso.
Ab 1834 verband sie mit Heine eine lebenslange enge Freundschaft. Er hielt sich häufig in ihrem Pariser Haus und in ihrem Schloss La Jonchère bei Bougival auf. Im Februar 1834 unterstützte sie auch das Freikorps von Giuseppe Mazzini besonders großzügig – mit Unterstützung deutscher und polnischer Mitstreiter hatten Mazzinis Freischärler eine Invasion Savoyens geplant, die aber im Keim erstickt wurde; Mazzini floh nach Paris. Er warf Belgiojoso schließlich vor, den Savoyerzug nicht ausreichend finanziell unterstützt zu haben.
In Paris wandte sich Belgiojoso auch der Geschichtsschreibung zu, angeregt vor allem durch den Historiker François-Auguste Mignet, mit dem sie lange ein Verhältnis hatte, und der vermutlich auch der Vater der 1838 geborenen Tochter Marie war. Ab 1836 betrieb sie einen Literarischen Salon, in dem auch Honoré de Balzac, Frédéric Chopin, Franz Liszt und Alfred de Musset verkehrten.
Nach einer Generalamnestie zu Beginn der 1840er konnte Belgiojoso erstmals wieder zurück in ihre geliebte Heimat und pendelte fortan zwischen Paris und Locate bei Mailand. In dieser Zeit verfasste sie mehrere große historische Werke über die Geschichte der Lombardei und die österreichische Fremdherrschaft sowie über den Ursprung des katholischen Dogmas. Die Arbeit über das Dogma kam auf den päpstlichen Index und konnte nur in Frankreich erscheinen. Weiter blieb Belgiojoso dem Freiheitskampf eng verbunden, und als 1848 die Revolution ausbrach, war sie in Rom mitten im Geschehen. Sie rüstete selbst ein Freikorps aus. Doch auch dieser Versuch schlug fehl, da die französische Armee den Kirchenstaat rettete. 
Enttäuscht von Frankreich wanderte Cristina mit ihrer Tochter und einem Kindermädchen in die Türkei aus und zog in eine landwirtschaftliche Kommune italienischer Emigranten. Dort schrieb sie Werke über die türkische Kultur. In Trapezunt soll sie 1853 Opfer eines versuchten Mords oder Femizids gewesen sein: Ein Diener, mit dem sie eine Affäre gehabt haben soll, soll versucht haben, sie finanziell zu erpressen. Als sie ihm nichts zahlen wollte, soll er fünfmal auf sie eingestochen haben.
Mitte der 1850er Jahre konnte sie nach Mailand zurückkehren, wo sie weiterhin schriftstellerisch tätig blieb. 1861 erfüllte Camillo Cavour ihren Traum: Italien wurde ein eigenständiger Nationalstaat. Zehn Jahre später starb sie 63-jährig auf dem Familiensitz in Locate.

## Werke
- Essai sur la formation du dogme catholique (deutsch: Aufsatz über die Entstehung des katholischen Dogmas). 4 Bände. 1846.
- Emina. 1856.
- Asie mineure et Syrie (deutsch: Kleinasien und Syrien, ein Reisebericht). 1858.
- Scènes de la vie Turque (deutsch: Szenen des türkischen Lebens) 1858.
- Histoire de la maison de Savoie (deutsch: Die Geschichte des Hauses Savoyen) 1860
- Della presente condizione delle donne e del loro avvenire (deutsch: Gedanken über die Lage und Zukunft Italiens). 1866